# Hilisaooto
Hilisaooto is een bestuurslaag in het regentschap Nias Selatan van de provincie Noord-Sumatra, Indonesië. Hilisaooto telt 1133 inwoners (volkstelling 2010).